# Устокорон
Устокоро́н (тадж. Устокорон) — село в Хатлонской области Республики Таджикистан. 
Административный центр джамоата (сельской общины) Пахтаобод Шахритусского района.
Находится на расстоянии 45 км от райцентра (пгт. Шахритус) и 63 км от Душанбе.
Название села означает «мастера». 
Прежнее название — Солтик (до 2012).
Население — 3913 чел. (2017).